# HMS Intrepid (D10)
Pour les articles homonymes, voir D10.
Pour les autres navires du même nom, voir HMS Intrepid.

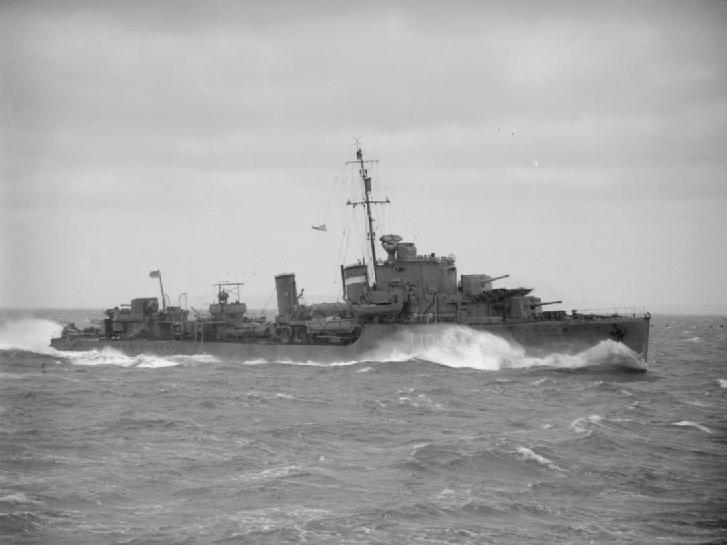
Le HMS Intrepid en 1942.

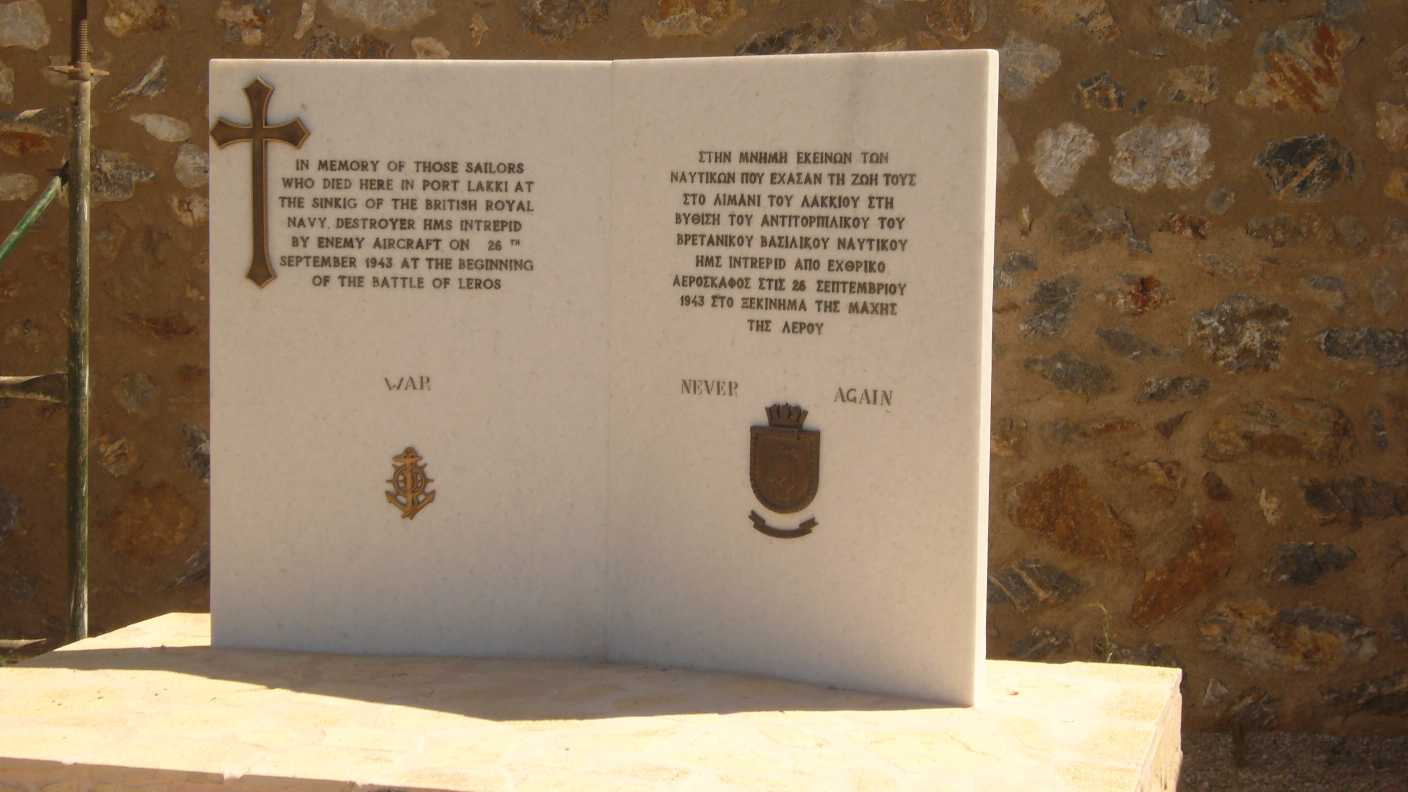
Monument à la mémoire de l'équipage de l’Intrepid, port de Lakki.

L'Intrepid (D10) appartenait à une importante série de torpilleurs, comprenant neuf classes, dont la réalisation fut initiée par la Royal Navy, de 1927 à 1938.

## La classe I
L'Intrepid (D10) fut conçu et développé dans le cadre de la dernière série du programme de torpilleurs de la marine de guerre britannique de la classe I, commandée en 1935-1936. Mis sur cale en 1936, il fut lancé en 1936 et mis en service au cours de l'année suivante. Ce bâtiment et les autres de la série i déplaçaient 1 370 tonnes, soit 30 tonnes de plus que ceux de la série H (1934-1935) et se différenciaient des modèles précédents par leur passerelle redessinée. Leur appareil propulsif consistait en 3 chaudières Admiralty timbrées à 24 kg/cm2 (contre 21 kg/cm2 pour les séries précédentes), actionnant des turbines à engrenages Parsons reliées à deux hélices. L'Intrepid était un navire très rapide puisque sa vitesse maximum atteignait 35,5 nœuds.

## L'Intrepiden action
L'armement principal de l'Intrepid se composait de 4 canons de 120 mm, de 50 calibres, placés dans 4 tourelles (2 à l'avant et 2 à l'arrière). À ces pièces s'ajoutaient 10 mitrailleuses antiaériennes, dont 8 montées en bitubes et 10 tubes lance-torpilles d'un calibre de 533 mm en plateformes quintuples (au lieu de 8 pour les séries précédentes), disposés entre la seconde cheminée et les tourelles arrière. 
En 1941, il escorte les convois de l'Arctique PQ 3 et QP 3. En février 1942, il escorte le convoi PQ 9/10 et le convoi retour QP 7.
Ayant servi pendant une partie de la Seconde Guerre mondiale en Méditerranée, l'Intrepid fut coulé par des avions allemands, au large de l'île de Leros, le 27 septembre 1943.

## Caractéristiques
- Torpilleur
- Moteurs : turbines à engrenages Parsons de 34 000 ch
- Dimensions : longueur : 98,45 mètres ; largeur : 10 mètres
- Tirant d'eau : 3,60 mètres